# Mint a villám
Mint a villám (Days of Thunder) 1990-ben bemutatott amerikai akciódráma-sportfilm, melyet Robert Towne forgatókönyvéből Tony Scott rendezett. A főbb szerepekben Tom Cruise és Nicole Kidman látható.

## Cselekmény
Az ifjú Cole Tricle régi vágya teljesül, amikor autóversenyző lesz. A kezdeti sikertelenségek után az élre tör, s úgy tűnik, hogy legveszélyesebb riválisa Rowdy sem akadályozhatja meg, hogy ő legyen a világbajnok. Ekkor azonban mindketten súlyos autóbalesetet szenvednek. A kórházban barátokká válnak. Cole megismerkedik Dr. Claire Lewicki-vel, és beleszeret. Rowdy megtudja Claire-től, hogy soha többé nem versenyezhet, és Cole számára is nehéz a visszatérés, amelyre a daytonai futam kínál lehetőséget...

## Szereplők
| Szerep             | Színész              | Magyar hang     |
| ------------------ | -------------------- | --------------- |
| Cole Trickle       | Tom Cruise           | Kautzky Armand  |
| Dr. Claire Lewicki | Nicole Kidman        | Györgyi Anna    |
| Harry Hogge        | Robert Duvall        | Gruber Hugó     |
| Tim Daland         | Randy Quaid          | Sörös Sándor    |
| Russ Wheeler       | Cary Elwes           | Zalán János     |
| Rowdy Burns        | Michael Rooker       | Gesztesi Károly |
| Big John           | Fred Dalton Thompson | Kránitz Lajos   |
| Buck Bretherton    | John C. Reilly       | Kerekes József  |

## Filmzene
1. The Spencer Davis Group – Gimme Some Lovin'
2. Tina Turner – Break Through The Barrier
3. Cher – Trail Of Broken Hearts
4. Chicago – Hearts In Trouble
5. Elton John – You Gotta Love Someone
6. Bye, Bye, Love
7. Apollo Smile – Thunderbox
8. Moon River
9. John Waite – Deal For Life
10. Maria McKee – Show Me Heaven
11. Guns N’ Roses – Knockin' On Heaven's Door
12. David Coverdale – The Last Note Of Freedom
13. Joan Jett & The Blackhearts – Long Live The Night

## Díjak, jelölések
| Év   | Díj                  | Kategória    | Jelölt                                                           | Eredmény |
| ---- | -------------------- | ------------ | ---------------------------------------------------------------- | -------- |
| 1991 | Oscar-díj            | Legjobb hang | Charles M. Wilborn Donald O. Mitchell Rick Kline Kevin O'Connell | Jelölve  |
| 1991 | BMI Film Music Award |              | Hans Zimmer                                                      | Elnyerte |